# Шилинка (Брянская область)
Ши́линка — деревня в Суземском районе Брянской области России. Входит в Алешковичское сельское поселение. Малая родина Героя Советского Союза И. М. Шпигунова (1943).

## География
Находится между региональной автодорогой 15К-2404 Суземка — Алешковичи (к западу) и рекой Тара (к востоку), в 8 километрах к юго-востоку от Суземки и в 5 км к северу от села Алешковичи.

## Население
| 2010 | 2013 |
| ---- | ---- |
| 107  | ↘94  |

## Известные личности
- Шпигунов, Иван Михайлович (8 октября 1913 — 19 января 1961) — лейтенант, Герой Советского Союза.[3]

## Инфраструктура
Личное подсобное хозяйство.

### Достопримечательности
Стела памяти односельчан, погибших на фронтах Великой Отечественной войны. Могила партизана Д. А. Щербакова.

## Транспорт
Деревня доступна автотранспортом. Остановка общественного транспорта «Шилинка».